# Jairus Byrd
Jairus Keelon Byrd (* 7. Oktober 1986 in San Diego, Kalifornien) ist ein ehemaliger US-amerikanischer American-Football-Spieler in der National Football League (NFL). Er spielte für die Buffalo Bills, die New Orleans Saints sowie die Carolina Panthers als Safety.

## Jugend und College
Jairus kam als Sohn des ehemaligen NFL-Spielers und jetzigen Cornerback-Trainers der Tampa Bay Buccaneers Gill Byrd zur Welt. Schon in der High School zeigte sich sein großes sportliches Talent. So spielte er nicht nur auf diversen Positionen Football, sondern tat sich auch als Leichtathlet und als Basketballer hervor. Er besuchte die University of Oregon und spielte für deren Team, die Ducks, zwischen 2006 und 2008 in der Secondary und in den Special Teams College Football. 

## NFL

### Buffalo Bills
Beim NFL Draft 2009 wurde er in der 2. Runde als insgesamt 42. von den Buffalo Bills ausgewählt. In seiner Rookie-Saison kam er erst nachdem sich zwei andere Spieler verletzt hatten zum Einsatz, zeigte aber sofort gute Leistungen, wofür er schließlich auch in den Pro Bowl berufen wurde. Er spielte vier weitere Saisonen für die Bills, wobei er auch zwei Interception Return Touchdowns erzielte und noch zwei weitere Male für den Pro Bowl Berücksichtigung fand.

### New Orleans Saints
Am 11. März 2014 unterschrieb Byrd einen Sechsjahresvertrag mit den New Orleans Saints. Im vierten Spiel als Starter für sein neues Team zog er sich eine Knieverletzung zu und fiel für den Rest der Saison aus. Nachdem er in drei Jahren 33 Spiele für die Saints bestritten hatte, wurde im März 2017 seine Entlassung bekannt gegeben.

### Carolina Panthers
Nachdem sich Safety Kurt Coleman verletzt hatte, wurde Byrd am 3. Oktober 2017 von den Carolina Panthers unter Vertrag genommen.
Nach einer mäßigen Saison, in zwölf Partien gelangen ihm nur 11 Tackles, wurde sein Vertrag nicht verlängert.